# Monte Garavé
Il monte Garavé, fa parte del prolungamento verso nord, a partire dal monte Chiappo, del gruppo del monte Antola, sullo spartiacque che separa la provincia di Alessandria da quella di Pavia. Dal versante meridionale, in provincia di Alessandria, nasce il torrente Curone, che scorre verso nord formando l'omonima valle. 

## Toponimo
Il toponimo Garavé o Garavee "... è assai comune in tutta la Lombardia e nel Piemonte, e non manca nella Liguria: il che fa pensare ad una origine gallica o ligure”. Deriverebbe da càravos o gàrove, con il significato di sasso e per estensione di cumuli di pietra e materiale grezzo depositatosi lungo le sponde dei fiumi montani, riferendosi in definitiva a una pietraia. Il Goggi indica come significato "scoscendimento di pietre". Quindi il nome potrebbe fare riferimento alla pietraia presente sul versante meridionale, lungo il sentiero tra il vicino centro abitato di Bruggi e la vetta.